# Cathedral Plaza

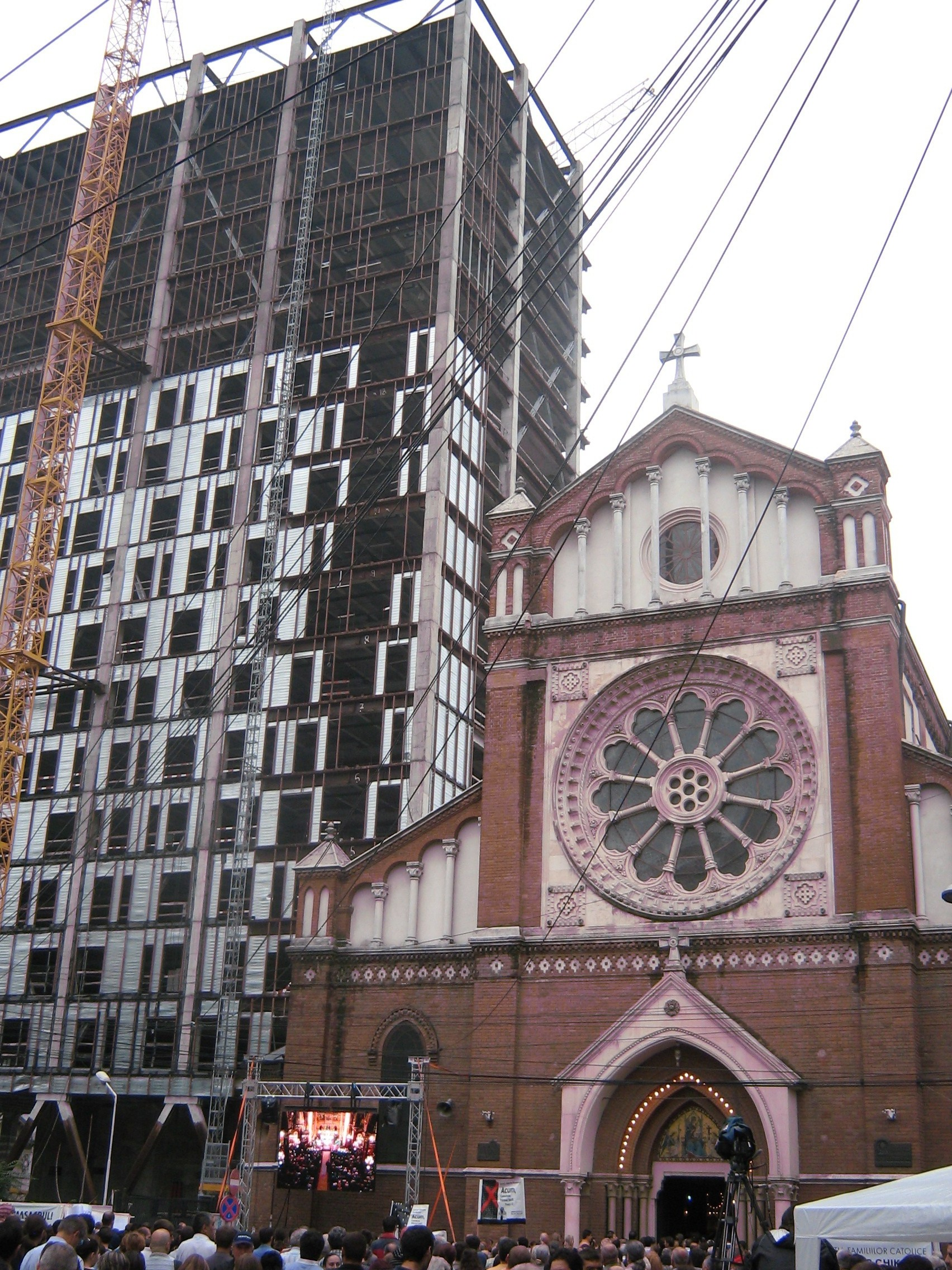
Das Cathedral Plaza neben der katholischen Kathedrale (Juli 2009)

Cathedral Plaza ist ein seit 2005 im Bau befindliches Bürohochhaus im historischen Zentrum der rumänischen Hauptstadt Bukarest. Das 19-stöckige Gebäude ist 75 m hoch.
Die Baugenehmigung aus dem Jahr 2000 ist in ihrer Legalität umstritten. Für die Gegner des Baus ist das Cathedral Plaza, das in zehn Metern Abstand neben der katholischen St.-Josefs-Kathedrale entsteht, ein Symbol für die Zerstörung des nach der kommunistischen Ära in der Bukarester Altstadt noch verbliebenen historischen Gebäudeensembles zugunsten finanzkräftiger Investoren. Sie weisen zudem auf das hohe Erdbebenrisiko in der Region hin. Nachdem ein Baustopp im Jahr 2008 im Folgejahr wieder aufgehoben worden war, kam es im Juli 2009 zu einem Demonstrationszug mit 6000 Teilnehmern von der Josefskathedrale zum Regierungsgebäude am Siegesplatz.
Der Appellationsgerichtshof in Suceava entschied am 12. Juli 2011 in letzter Instanz, dass die Immobilie „Cathedral Plaza“ illegal erbaut worden sei und abgerissen werden müsse. Zuständig für den Abriss war der damalige Oberbürgermeister von Bukarest Sorin Oprescu.